# Farnace
Farnace és una òpera barroca composta per Antonio Vivaldi sobre un llibret d'Antonio Maria Lucchini. S'estrenà al Teatro Sant'Angelo de Venècia el 1727. En el seu temps va ser una òpera popular, però l'interès cap a ella va anar decaient a poc a poc. Actualment no es representa gaire.